# Carlos Soublette
Carlos Valentín José de la Soledad Antonio del Sacramento de Soublette y Jerez de Aristeguieta (San Pedro de La Guaira, Capitania Geral da Venezuela, 15 de dezembro de 1789 - Caracas, Venezuela, 11 de fevereiro de 1870) foi um político, militar, estadista e diplomata venezuelano, herói da independência da Venezuela. Ele participou de muitas batalhas da Independência, mostrando grande habilidade militar. Foi candidato à presidência em 1834, depois vice-presidente em 1837 e vice-presidente da república, tendo estado a cargo do Poder Executivo entre 1837 e 1839, e presidente eleito para o período 1843-1847. Foi Secretário da Guerra e Marinha da República da Colômbia (1825-1828) e Secretário da Guerra e Marinha do Estado da Venezuela durante o governo de José Antonio Páez (1830-1835) e durante o governo provisório de Pedro Gual em 1861. Também foi Secretário de Relações Exteriores durante o mandato de Julián Castro. Ele também foi eleito deputado em 1830 e senador em 1860.

## Biografia
Em 1º de maio de 1820, foi proposto por Simón Bolívar perante a Comissão Permanente do Congresso Constituinte da Grande Colômbia para ser promovido a General de Brigada, proposta que o congresso acolheu com grande entusiasmo, para que nesse mesmo dia, por decreto executivo, foi promovido a Divisão Geral, foi nomeado Diretor de Guerra das Províncias do Norte e Vice-Presidente Interino da Venezuela, cargo que ocupou até 1821, quando foi nomeado Intendente do Departamento da Venezuela e Diretor da Guerra dos Departamentos do Norte da Colômbia, participou da campanha do Centro com o General José Francisco Bermúdez. Como Diretor de Guerra participou da Campanha do Coro e lutou no Pedregal, este ano realizou uma de suas maiores façanhas, foi no dia 20 de julho, quando destruiu grande parte da cavalaria monarquista em Mitare.  
Em 1824 foi nomeado por Simón Bolivar como prefeito do Departamento de Magdalena, um cargo de extrema importância na Gran Colômbia. 
Em 3 de março de 1825, o General Pedro Briceño Méndez renunciou ao cargo de Secretário de Guerra e Marinha da República da Colômbia, sendo Carlos Soublette nomeado seu substituto por Simón Bolívar. Em 1827, também foi nomeado Chefe do Estado-Maior General do Comando Geral da Venezuela, cumprindo dupla função, aquela que já exercia como Secretário de Guerra e Marinha. Ele ocuparia o cargo de Secretário da Guerra e Marinha até 1828, quando foi substituído por Rafael Urdanetae nomeado Secretário-Geral do Governo. Carlos Soublette foi signatário do ato resultante da Convenção de janeiro enviada a Bolívar em 1829, onde o libertador foi notificado de que a Venezuela se separaria da Gran Colômbia. Após a separação da Venezuela da Grande Colômbia em 1830, seria nomeado por José Antonio Páez Secretário da Guerra e Marinha, mas desta vez do Estado da Venezuela, cargo que exerceria até 6 de maio de 1830, quando foi nomeado Deputado do Congresso Constituinte do Estado da Venezuela. Assumiu como deputado do Congresso Constituinte do Estado da Venezuela, foi deputado por Carabobo até a promulgação da nova Constituição da Venezuela de 1830, sendo mesmo eleito presidente daquele Congresso Constituinte pelos seus colegas deputados. Dissolvido o Congresso constituinte, em 14 de outubro de 1830, ele reassumiu o cargo de Secretário da Guerra e Marinha, cargo que ocupou até 1834, quando foi nomeado para a Presidência da República.

### Candidato à presidência em 1834
Para as eleições de 1834, cada grupo político teve seu candidato, o candidato do Grupo Civilista e dos comerciantes foi José María Vargas, o grupo Gomecista ou Governo apoiou Carlos Soublette, Santiago Mariñodo grupo centralista ou boliviano, havia também dois outros candidatos Diego Bautista Urbaneja e Bartolomé Salom. Realizadas as eleições, em 6 de fevereiro de 1835, no prédio da Capela do Seminário, o Congresso da República procedeu ao ato de fiscalização para a eleição do Presidente da República, feita a apuração, os resultados foram os seguintes; José María Vargas, 103 votos (50,99%), Carlos Soublette, 45 (22,77%) e Santiago Mariño 27 (13,36%). Em virtude de nenhum dos candidatos ter obtido os dois terços necessários para a nomeação, fato previsto na Constituição da Venezuela de 1830, foi realizado um segundo turno entre os três candidatos que obtiveram mais votos, restando apenas Vargas e Soublette, da mesma forma que foram necessários mais dois processos para proclamar quem seria o novo Presidente da República. Nas votações sucessivas, Vargas foi escolhido pelo método eliminatório, ficando Soublette em segundo lugar em todos os processos.
Em janeiro de 1835, após José María Vargas assumir a presidência, foi substituído por Francisco Conde no Secretário da Guerra e Marinha, e nomeado Ministro Plenipotenciário e Enviado Extraordinário para cumprir missões diplomáticas na Inglaterra e Espanha , Estados aos quais solicitaria o reconhecimento do Estado da Venezuela como país livre, independente e soberano. Nessa missão, avanços importantes foram feitos, mas não foram concluídos devido à renúncia de Vargas à presidência da República, fato que o levou a seu retorno prematuro e intempestivo à Venezuela. 

### Presidente em exercício 1837-1839
Em janeiro de 1837 foi eleito pelo Congresso como vice-presidente da república, em substituição a Andrés Narvarte , que assumiu a presidência provisória em substituição a José María Vargas , em seguida, em 11 de março de 1837 Carlos Soublette substituiu José María Carreño no funções da Presidência da República, como Vice-Presidente da República, no exercício do Poder Executivopara culminar o período que durou até 1º de fevereiro de 1839. Durante sua presidência provisória, teve que lutar contra a forte crise econômica global da época, que atingiu a Venezuela afetando os preços do café, cacau e peles, que para a época Naquela época, eles eram o principal produto de exportação e a principal fonte de receita da Venezuela. Esta situação aumentou o descontentamento que existia durante a presidência de José María Vargas, já que os pequenos e médios produtores também tiveram que enfrentar aumentos autoritários de impostos pelos agiotas oligárquicos da época, que continuaram a aumentar sua riqueza, da mesma forma os camponeses tiveram que enfrentar os grandes proprietários exploradores que continuamente diminuíram os pobres. salários da época e exigia mais trabalho. Um grupo de fazendeiros liderado por Tomas Lander criou a Sociedad de Agricultura para defender seus interesses capitalistas. Esses agiotas, proprietários e proprietários de terras da oligarquia constituíam a classe conservadora venezuelana da época. Como consequência, teve que enfrentar diversos levantes guerrilheiros no país, como os guerrilheiros Apure liderados por Francisco Farfán em 1837 e os de Juan Cordero e Francisco Farías emMaracaibo e Perijá respectivamente.

### Presidente eleito para o período 1843-1847
José Antonio Páez ao receber a Espada de Honra de Carlos Soublette em 19 de março de 1843.
No final de 1842 realizam-se eleições para eleger o presidente da república, o candidato de José Antonio Páez foi Carlos Soublette, que era o favorito. O Congresso da República reuniu-se em 26 de janeiro de 1843, foi realizada a totalização dos votos, Carlos Soublette obteve uma retumbante vitória, sendo proclamado presidente em primeiro turno, assumindo o cargo em 28 de janeiro de 1843, pelo período de 1843 -1847.
Desde os primeiros dias como presidente, passou a mostrar que foi um grande dirigente político, sendo um presidente preocupado em tentar resolver os problemas que a nação carregava, demonstrando também ter muito conhecimento de suas funções diplomáticas e com grande capacidade de evitar confrontos com adversários políticos. Durante os primeiros anos de sua presidência, ele conseguiu criar um certo equilíbrio político, pois reduziu consideravelmente os ataques de grupos armados e confrontos com a oposição, resolvendo muitos conflitos pelo diálogo. Para este mandato presidencial, seu Conselho Deliberativo foi integrado nos dois primeiros anos por Juan Manuel Manrique como Secretário do Gabinete do Interior e Justiça, Rafael Urdaneta como Secretário de Estado nos gabinetes de Guerra e Marinha (ao longo do mandato), Pedro de Las Casas como Secretário de Estado nos gabinetes de Finanças e Relações Exteriores, Diego Bautista Urbaneja (Presidente do Supremo Tribunal de Justiça) e Santos Michelena (Vice presidente).
Apesar de sua atitude conciliatória, nem tudo foi bom para Soublette, que teve que enfrentar diversos levantes armados contra seu governo, o primeiro deles liderado por Juan Silva em 1844. O mais importante de todos foi a Insurreição Camponesa. de 1846 que durou até 1847, liderado pelo índio Francisco José Rangel e o liberal Ezequiel Zamora , um grande grupo de camponeses e escravos foram integrados nela. Como resultado desta revolta, Francisco Rangel foi assassinado e Ezequiel Zamora foi feito prisioneiro de guerra.e mais tarde condenado à morte. Também a nível económico alcançou importantes conquistas, envidando um grande esforço para normalizar a economia que então se encontrava bastante fragilizada, mas no final do seu governo a economia foi novamente atingida pela crise das potências capitalistas da época, que o que trouxe mais uma vez, como consequência, a queda nos preços dos produtos de exportação. 
Durante seu segundo governo, destacou os seguintes fatos: 
- Em 1843, ele decretou uma espécie de anistia que permitia o retorno de todos os exilados políticos à Venezuela e aqueles que haviam cometido crimes políticos e foram julgados com pena de morte tiveram sua pena mudada para a prisão;
- O Instituto de Crédito Territorial foi criado com o objetivo de realizar transações comerciais e económicas, bem como com funções hipotecárias, com o objetivo de dinamizar a economia;
- Foi inaugurada a primeira estrada Caracas-La Guaira, fato muito importante para a economia, pois permitia um melhor deslocamento da capital até o porto principal da época, que era o Puerto de la Guaira;
- Em março de 1845, a Espanha, inimiga histórica e potência ocupante da Venezuela durante a colônia, a reconheceu como um Estado livre e soberano. Vale destacar o maravilhoso trabalho diplomático realizado anteriormente pelo próprio Soublette durante o governo de José María Vargas e de Rafael Urdaneta como embaixador plenipotenciário do governo de Soublette perante a Corte da Espanha;
- Trabalhou-se para construir as estradas que ligavam Valência a Puerto Cabello e Maracaibo aos Andes venezuelanos;
- Permitiu a liberdade de imprensa e de expressão sem qualquer tipo de restrição, levando ao surgimento de jornais como Las Avispas , La Opposition , La Centella , Sin Camisa , entre outros;
- O Banco Nacional foi criado e o pagamento da dívida externa continuou.

Entregou o poder em 20 de janeiro de 1847 ao então vice-presidente Diego Bautista Urbaneja, isto segundo o artigo 11 da Constituição da Venezuela de 1830 , seu governo foi o último da hegemonia conservadora, dando lugar ao início da hegemonia dos Monagas.